# San Mateo Ixtacalco
San Mateo Ixtacalco är en ort i Mexiko, tillhörande Cuautitlán kommun i delstaten Mexiko. San Mateo Ixtacalco ligger i den centrala delen av landet och tillhör Mexico Citys storstadsområde. Orten är näst störst i kommunen efter Cuautitlán och hade 5 258 invånare vid folkmätningen 2010.